# 디돈
디돈(Didone)은 18세기 말에 등장해서 19세기 초에는 유럽에서 대중적으로 사용된 모던세리프 서체이며, 디도체(Didot)과 보도니체(Bodoni)의 합성어(Did+don)이다.
퍼블릭 도메인의 문화 유산으로  현재 많은 서체 및 글꼴의 개발에 유용한 자원으로 사용되기도 한다.

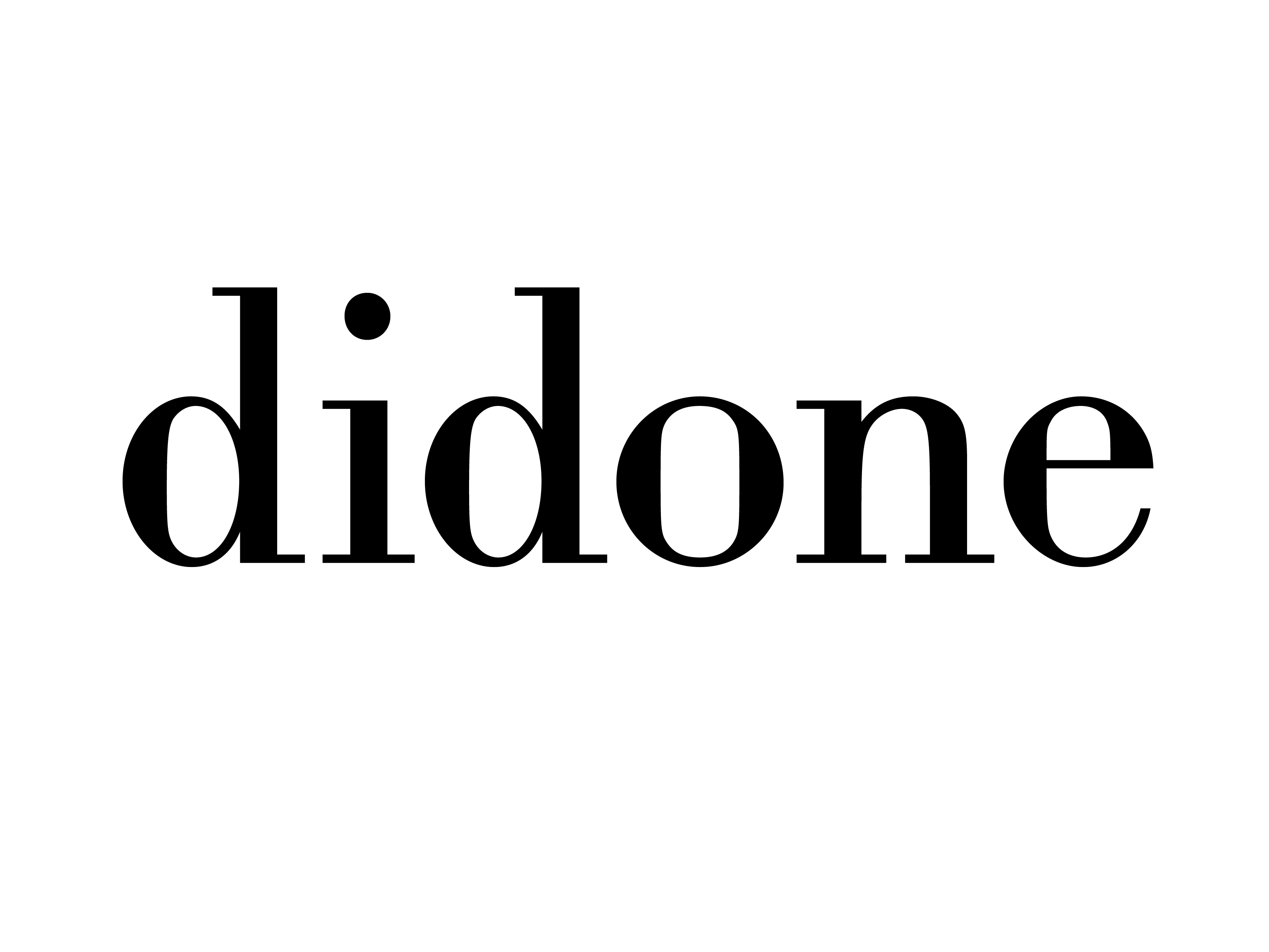
디돈(Bodoni URW 서체)

## 역사
디돈은 복스 서체 분류법(Vox-ATypI classification)의 한 장르로 1954년에 만들어 졌다. 디돈은 모던스타일 서체라고도 하며, 올드스타일 서체와 비교하기도 한다.
디돈은 대표적으로 디도체, 보도니체, 발바움체 등이 있으며, 18세기 말에서 19세기 초에 각각 피르맹 디도(Firmin Didot), 잠바티스타 보도니(Giambattista Bodoni), 유스 에리히 발바움(Justus Erich Walbaum)에 의해 만들어 졌다. 이 서체들은 비록 바스커빌(John Baskerville) , 푸르니에(Fournier)의 서체와 인쇄 장식 등을 모방하였지만, 보다 발전한 형태로 만들어졌다. 1890년에 활자 주조업자 탈봇 베인스 리드(Talbot Baines Reed)는 19세기 초의 모던스타일 서체를 "단단하고 매끄러우며 신사적이지만 조금 눈부시다"라고 말했다.  모던스타일이라 불리는 이 서체들은 당시의 유럽에서 인기가 높았고, 널리 모방되었다.
모던스타일 서체가 유행하던 당시에는 필기구로 글씨를 쓰는 것과 다르게 활자면에 새겨지는 글자는 '이성적으로 그려진 도형의 합'이라는 개념이 생겨나기 시작했다. 이런 개념때문에 보다 자유롭게 도형을 변형할 수 있게 되었다. 속공간의 넓이, 모난 정도, 차가운 인상 등의 요소들은 글씨를 크게 사용했을 때 보다 효과적이며, 한정된 공간에 많은 글자를 쓰기에도 좋았다. 그러나 본문에 작은 크기로 쓰일 경우 좁은 속공간, 지나치게 매끄러운 패턴, 급격한 획 굵기의 변화 등의 요소는 책을 읽는데 오히려 방해요소로 작용했다.

## 종류

### 디도(Didot)체

디도체

프랑스의 피르맹 디도가 1794년에 만들었고, 영국에서는 '모던체'로 불렸다.
피르맹의 아버지 프랑수와 앙브루아즈는 유명한 인쇄업자였는데, 1690년대 프랑스 과학원에서 기획하고 푸르니에가 발전시켰던 디도 포인트 시스템(Didot point system)을 완성했다. 디도 포인트 시스템은 유럽에서 사용되는 활자(Type)크기 단위로, 1디도 포인트는 0.351mm이고 12디도 포인트가 1키케로이다. 앙브루아즈는 1프랑인치가 72포인트가 되도록 포인트 체계를 표준화하였으며, 17세기 말 디도의 표준화 체계는 왕실의 승인을 받은 프랑스의 기준이 되었다.
디도체를 가장 성공적으로 재현한 서체로는 라이노타입(lynotype foundry)의 아드리안 프루티거(Adrian Frutiger) 와 H&FJ의 조나단 헤플러(Jonathan Hoefler)가 그린 것이 있다. 헤플러의 디자인은 작은 글자일수록 대비되는 획이 더 두꺼워서 글자 크기가 작아질수록 헤어라인이 더 얇아보인다.  macOS에 번들로 제공되는 프루티거의 디도 리바이벌(Didot revival)은 본문용이 아닌 디스플레이용으로 특별히 제작되었으며 섬세한 헤드라인 글꼴이 추가되었다.

### 보도니(Bodoni)체

보도니체

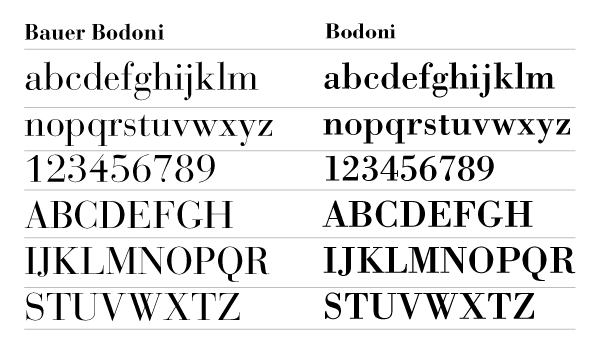
바워 보도니 vs 보도니

이탈리아의 잠바티스타 보도니가 18세기 후반에 만든 보도니체는 푸르니에의 서체를 모방했으나 형태적으로 그보다 발전한 디자인이었다. 보도니가 모방한 푸르니에의 서체는 1700년경 프랑스에서 디자인된, '왕의 로만체'에 영향을 받았는데, 이는 보도니체의 수학적 형태에도 영향을 미쳤다. 보도니체의 형태적 특징은 글자의 모양과 비례가 수학적으로 고려된, 18세기 후반 유럽의 새로운 미의식을 보여주는 서체였다. 이러한 극단적인 획의 대비는 당시 전반적으로 발달한 인쇄술(활자 조각 도구의 발달, 표면이 매끄러운 종이 제조 기술, 광택 있는 잉크 등) 덕분에 가능했다. 보도니체는 프랑스 대혁명 이후부터 19세기까지 형태적 우수함 덕분에 널리 쓰였으나 본문용 서체로서의 가독성 문제와 유럽의 전반적 인쇄 수준의 저하로 점점 인쇄물에서 사라져 갔다.
20세기에 들어 디지털 폰트로도 만들어 졌는데, 가장 보도니체의 형태와 정신을 잘 재현한 폰트로는 1924년 독일의 바우어(Bauer)사에서 만든 바우어 보도니(Bauer Bodoni)체로 획의 대비와 우아한 글자의 디테일을 잘 살렸다는 평가를 받는다. 1990년대에는 본문용 서체로서의 단점을 보완하려 도전을 시도가 있었다. 1994년 ITC사는 문서 작업 시 각기 다른 목적을 가진 여러 종류의 텍스트(제목, 본문, 캡션 등)가 통일되어 보이기 위해 만든 '보도니 7, 보도니 12, 보도니6'이라는 폰트패키지를 내놓았다. 제목이 돋보이기 위한 보도니 72, 본문에 적합한 보도니 12, 그리고 캡션이나 작은 글자로 이루어진 텍스트에서 쓰기 위한 가독성을 높인 보도니 6이 있는데, 이는 각각의 크기에 따라 활자의 굵기와 대비를 조정한 것이었다.

### 발바움(Walbaum)체

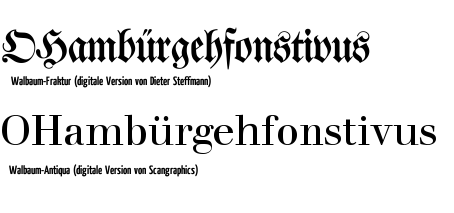
발바움체

유스투스 에리히 발바움은 1805년에 발바움체를 만들었다. 디도와 보도니보다 조금 후대에 등장한 발바움체는 독자적 개성과 함께, 낭만주의 양식의 특징과 가독성이 높다는 우수성으로 높게 평가받는다. 디도나 보도니에 비해 굵기 차이가 적고 소문자의 높이가 커서 읽기에 편하며 글자의 폭이 좁아 경제적이다.
20세기에 발바움체는 베를톨트(Berthold)에 의해 판매되어 인기가 있었고 여러 회사에서 사본을 만들었다. 디지털 리바이벌은 Storm Type Foundry, Monotype, 베를톨트(Berthold) , 라이노타입(Linotype) 등이 있다.

## 형태적 특징

### 휴머니스트 서체와 모던스타일 서체의 비교
|             | 휴머니스트 서체                                                             | 모던스타일 서체                                               |
| ----------- | --------------------------------------------------------------------------- | ------------------------------------------------------------- |
|             |                                                                             |                                                               |
| 글자의 축   | 원형(0) 글자의 가는 부분을 연결하는 축이 기울어 짐                          | 원형(0) 글자의 가는 부분을 연결하는 축이 수직                 |
| 세리프      | 가로획과 세로획이 연결되는 세리프(브라켓(bracket: 까치발)), 좌우대칭이 아님 | 굵은 세로획과 가는 가로획이 세리프(브라켓) 없이 직각으로 만남 |
| 획의 굵기   | 펜의 각도에 따라 자연스러운 굵기 변화                                       | 획의 굵기 차이가 큼                                           |
| 글자의 폭   | 글자간 폭의 차이가 큼                                                       | 글자간 폭의 차이가 크지 않음                                  |
| 획의 마무리 | 펜 끝의 뭉툭한 마무리                                                       | 원의 형태에 가까워 볼 터미널(ball terminal)이라 부름          |

### 디스플레이(Display) 서체로 파생
산업혁명을 거치면서 다양한 매체(책 표지, 신문, 포스터, 전단, 도판, 표 등)가 생겼고, 매체의 성격에 맞는 서체들로 세분화되었다. 당시의 모던스타일 서체는 책 표지, 포스터 등에 자주 사용되었으나, 본문용 서체로는 올드스타일 서체가 선호되었다. 이러한 기능적 분류로 본문용 서체와 디스플레이용 서체가 생겨났다.

## 한국 모던스타일 명조체
한국 모던스타일 명조체의 특징으로는 기존의 디돈체가 펜글씨의 흔적이 전부 사라진데에 반해, 펜글씨나 붓글씨의 흔적이 남아 있는 것이다. 이는 기존의 디돈체 특징과 함께 한국적인 혹은 개인적인 개성을 녹이려는 시도 때문이다. 디돈체도 펜글씨 기반의 휴머니스트 서체의 영향을 받았으므로 이러한 시도가 가능하다고 본다. 대부분 디스플레이용 서체로 만드는 경우가 많고, 본문용 서체로 만들려는 시도도 있다.

### 310안삼열체
310안삼열체는 디돈체의 특징을 살리면서 글자 하나하나의 아름다움과 주변과의 어울림에 무게를 두고 만들었으며, 2013년 TDC Annual Awards 활자체 디자인 부문을 수상했다. 안삼열체의 붓글씨 흔적은 디돈체가 휴머니스트 서체에서 영향을 받은 부분과 연결된다.

### 산돌 설야
산돌 설야체는 세리프에서 느껴지는 붓의 표현을 작도된 형태로 대체한 디스플레이용 서체라고 산돌회사에서는 밝힌다. 디돈의 특징인 수학적인 구조와 강한 대비를 가져왔으며, 한글의 직선적이고 깔끔한 곡선을 사용했다. 2021년에 5종(Ui, Lt, Rg, Sb, Bd)으로 출시하였다.

### 옵티크
옵티크체는 획의 굵기 대비와 눈에 띄는 세리프를 통해 읽는 이의 눈길을 끄는 디스플레이용 서체로 디자인 되었으며 2019년 R, B 버전을 출시했다. 옵티크는 프랑스어 옵티크(Optique)에서 따 왔는데, 이는 시각적 크기에 따라 글자가족을 본문용과 제목용으로 나누었다는 의미이며, 각 문자 고유의 쓰기 도구를 바탕으로 (한글의 붓과 라틴 문자의 넓은 펜촉) 각각의 문자를 특성에 맞게 조화롭게 구성되었다.

## 같이 보기
- CMU 글꼴
- STIX 글꼴